# Biblioteca Olaf Holm
La Biblioteca Olaf Holm, integra al MAAC, que es un museo en donde se expone arte y cultura de todo el Ecuador, ubicado en la ciudad de Guayaquil, Ecuador. 
El fondo bibliográfico se creó en 1985 por iniciativa del arqueólogo danés Olaf Holm  fundador del Museo Antropológico y de Arte Contemporáneo, quien a través de donaciones y canjes logró crear este centro de información. La Biblioteca esta organizada en varias secciones como enciclopedias, colecciones especializadas, diccionarios y libros en temas de arte, arqueología, antropología y temas afines, además de revistas y catálogos de exposiciones. Tienen acceso a la Biblioteca los investigadores nacionales y extranjeros, estudiantes de colegio, universidades, y público en general que buscan una información completa y especializada. La modalidad de la Biblioteca es abierta y consiste en que el usuario tiene acceso a las estanterías.
Su fondo bibliográfico comprende de 13.000 publicaciones aproximadamente entre libros en temas de arte, arqueología, antropología y temas afines.